# Campionato del mondo di scacchi 1961
Il campionato del mondo di scacchi 1961 si tenne tra Michail Nechem'evič Tal' (campione del mondo) e Michail Moiseevič Botvinnik. Fu il match di "rivincita" per il campionato mondiale del 1960, nel quale Botvinnik aveva perso il titolo a favore di Tal: infatti le regole della FIDE permettevano al campione sconfitto di sfidare il nuovo campione. Si svolse a Mosca tra il 15 marzo e il 13 maggio. Dopo questa edizione la regola della rivincita fu cancellata dalla FIDE.
Il vincitore fu Botvinnik, che conquistò il titolo mondiale per la terza volta.

## Risultati
Il campionato, svoltosi al meglio delle 24 partite, terminò sul 13-8 per Botvinnik dopo 21 incontri. Alcuni attribuiscono la sconfitta di Tal almeno in parte al suo stato di salute.
|                                       | 1 | 2 | 3 | 4 | 5 | 6 | 7 | 8 | 9 | 10 | 11 | 12 | 13 | 14 | 15 | 16 | 17 | 18 | 19 | 20 | 21 | 22 | 23 | 24 | Totale |
| ------------------------------------- | - | - | - | - | - | - | - | - | - | -- | -- | -- | -- | -- | -- | -- | -- | -- | -- | -- | -- | -- | -- | -- | ------ |
| Michail Botvinnik ( Unione Sovietica) | 1 | 0 | 1 | ½ | ½ | ½ | 1 | 0 | 1 | 1  | 1  | 0  | 1  | ½  | 1  | ½  | 0  | 1  | 0  | ½  | 1  | -  | -  | -  | 13     |
| Michail Tal' ( Unione Sovietica)      | 0 | 1 | 0 | ½ | ½ | ½ | 0 | 1 | 0 | 0  | 0  | 1  | 0  | ½  | 0  | ½  | 1  | 0  | 1  | ½  | 0  | -  | -  | -  | 8      |